# Jan Gyamerah
Jan Kwasi Gyamerah (* 18. Juni 1995 in Berlin) ist ein deutsch-ghanaischer Fußballspieler, der seit Juli 2025 bei der SV Elversberg unter Vertrag steht.

## Kindheit
Gyamerah wurde 1995 als Sohn eines ghanaischen Vaters und einer deutschen Mutter in Berlin geboren. Sein Vater war 1989 nach Deutschland gezogen, um Maschinenbau an der Technischen Universität Berlin zu studieren. Da er an einem Sonntag geboren wurde, bekam er den afrikanischen Zweitnamen Kwasi (Ewe für Sonntag). Im Jahre 1999 zog die Familie ins niedersächsische Stadthagen, wo sein Vater beim Automobilzulieferer Faurecia angestellt wurde und seine Schwester zur Welt kam.

## Karriere

### Im Verein

#### VfL Bochum
Gyamerah hatte zunächst für den FC Stadthagen gespielt, ehe er über Arminia Bielefeld im Januar 2011 zum VfL Bochum wechselte. Hier durchlief er die Jugendmannschaften und debütierte am 20. Dezember 2013 (19. Spieltag) in der 2. Liga, als er in der 66. Minute von Coach Peter Neururer für Danny Latza ins Spiel gebracht wurde. In den folgenden Saisons kämpfte Gyamerah mit Adduktorenproblemen, weshalb er erst 2016/17 wieder in die Profimannschaft zurückkehren konnte. Der Verein stand jedoch zu seinem langzeitverletzen Spieler und verlängerte den Vertrag trotz Unsicherheiten um ein Jahr. In der Folge entwickelte sich der Verteidiger zu einem Leistungsträger und der VfL Bochum zog die Option für eine Vertragsverlängerung um zwei Jahre.

#### Hamburger SV
Zur Saison 2019/20 wechselte Gyamerah zum Ligakonkurrenten Hamburger SV, bei dem er einen Vertrag bis zum 30. Juni 2022 unterschrieb. Unter dem Cheftrainer Dieter Hecking war Gyamerah direkt Stammspieler und absolvierte die ersten fünf Ligaspiele als Rechtsverteidiger in der Startelf. Am 11. September 2019 zog er sich im Training einen Wadenbeinbruch zu und musste operiert werden. Während seiner Abwesenheit übernahm Josha Vagnoman die Rechtsverteidigerposition, ehe nach dessen langfristiger Verletzung (Bruch des Fußwurzelknochens) mit Khaled Narey ab dem 12. Spieltag der dritte Spieler diese Position spielte. Nach der Winterpause war der Neuzugang Jordan Beyer, der aufgrund von Gyamerahs und Vagnomans Verletzungen bis zum Saisonende vom Erstligisten Borussia Mönchengladbach ausgeliehen worden war, als Rechtsverteidiger gesetzt. Anfang März 2020 kehrte Gyamerah in das Mannschaftstraining zurück. Am 26. Spieltag, der regulär für den 13. März angesetzt war, stand Gyamerah wieder im Spieltagskader. Der Spielbetrieb wurde jedoch am selben Tag aufgrund der COVID-19-Pandemie unterbrochen. Anfang Mai zog er sich während der Saisonpause eine Muskelverletzung am Hüftbeuger zu und verpasste die Wiederaufnahme des Spielbetriebs rund eine Woche später. Rund einen Monat später kehrte Gyamerah am 30. Spieltag in den Spieltagskader zurück und wurde im folgenden Spiel erstmals wieder eingewechselt. Bis zum Saisonende folgten drei weitere Einsätze, womit Gyamerah in seiner ersten HSV-Saison auf 9 Zweitligaspiele (7-mal von Beginn) kam. Der HSV verpasste in dieser Saison zum zweiten Mal in Folge auf dem 4. Platz den Aufstieg.
Zur Saison 2020/21 übernahm Daniel Thioune die Mannschaft. Nach dem 1. Spieltag, bei dem er nicht zum Spieltagskader gehörte, zog sich Vagnoman im Training eine Verletzung am Sprunggelenk zu. Gyamerah übernahm daher wieder den Stammplatz auf der Rechtsverteidigerposition. Am 10. Spieltag fiel er aufgrund von Adduktorenbeschwerden aus, weshalb ihn Vagnoman aus der Startelf verdrängte. Nach zwei Spielen ohne Einsatz vertrat er am 13. Spieltag, dem letzten vor der Winterpause, Tim Leibold als Linksverteidiger. Anfang Januar 2021 zog sich Gyamerah einen Bänderriss im Sprunggelenk zu. Bereits Ende des Monats kehrte er als Rechtsverteidiger in die Mannschaft zurück, da sich nun Vagnoman einen doppelten Bänderriss im rechten Sprunggelenk zugezogen hatte. Gyamerah kam – auch nach Vagnomans Rückkehr – bis auf ein Spiel immer zum Einsatz und spielte teilweise als Linksverteidiger, als Leibold gesperrt war oder im Mittelfeld auflief. Er beendete die Saison mit 25 Zweitligaeinsätzen, von denen er 21-mal in der Startelf stand. Der HSV verpasste auf dem 4. Platz erneut den Aufstieg.
Zur Saison 2021/22 wurde Tim Walter neuer Cheftrainer. Da sich Vagnoman in der Vorbereitung einen Muskelfaserriss zugezogen hatte, ging Gyamerah als Stammspieler in die Saison. Bis zum 10. Spieltag kam er – bis auf ein Spiel, das er aufgrund einer Kopfverletzung verpasst hatte – stets in der Startelf zum Einsatz. Sein Konkurrent Vagnoman hatte sich unterdessen bei seiner einzigen Einwechslung am 3. Spieltag einen Muskelsehnenriss zugezogen und fiel bis zur Winterpause aus. Ab dem 11. Spieltag vertraute Walter auf der Rechtsverteidigerposition auf Moritz Heyer, der zuvor im defensiven Mittelfeld oder die Innenverteidigung gespielt hatte. Gyamerah kam 5-mal in Folge nicht zum Einsatz und kehrte am 16. Spieltag als Linksverteidiger in die Startelf zurück, da sich nach Leibold (Kreuzbandriss) auch sein Vertreter Miro Muheim verletzt hatte. Er behauptete seinen Platz in der Mannschaft auch, als Muheim am 18. Spieltag, dem letzten vor der Winterpause, in den Kader zurückkehrte. Nach dem ersten Spiel nach der Winterpause verlor Gyamerah seinen Stammplatz wieder an Muheim. Ende Januar 2022 zog er sich bei einem Testspiel während einer Länderspielpause einen Muskelfaserriss am Adduktorenansatz zu. Er verpasste dadurch jedoch nur ein Spiel. Im weiteren Saisonverlauf spielte Gyamerah keine Rolle mehr. Er kam nur noch auf 3 Einwechslungen, sodass er die Saison mit 16 Zweitligaeinsätzen (13-mal in der Startelf) beendete. Der HSV belegte den 3. Platz und scheiterte in der Relegation an Hertha BSC; Gyamerah wurde im Hinspiel kurz vor Schluss eingewechselt und blieb im Rückspiel ohne Einsatz. Anschließend verließ er den Verein mit seinem Vertragsende.

#### 1. FC Nürnberg
Zur Saison 2022/23 wechselte Gyamerah innerhalb der 2. Bundesliga ablösefrei zum 1. FC Nürnberg. Er traf dort auf den Sportvorstand Dieter Hecking, der ihn beim HSV trainiert hatte, sowie Manuel Wintzheimer, der ebenfalls von Hamburg nach Nürnberg gewechselt war.

#### 1. FC Kaiserslautern
Im Juli 2024 wechselte er zum 1. FC Kaiserslautern.

#### SV Elversberg
Zur Saison 2025/26 schloss er sich der SV Elversberg an.

### In der Nationalmannschaft
Gyamerah spielte im Februar 2012 2-mal für die deutsche U17-Nationalmannschaft. Anschließend kam er zwischen November 2012 und März 2013 zu 4 Einsätzen in der U18-Nationalmannschaft.
Im November 2020 äußerte Gyamerah den Wunsch, für die ghanaische Nationalmannschaft zu spielen.

## Position
Gyamerah, ein gelernter Rechtsverteidiger, kann in der Viererkette jede Position bekleiden. Darüber hinaus kam er auch schon im defensiven Mittelfeld zum Einsatz.